# Republic Services
Republic Services est la deuxième plus grande[réf. nécessaire] entreprise de collecte, de transfert, d'élimination et de recyclage des déchets aux États-Unis après Waste Management.

## Histoire
Le 23 juin 2008, Republic Services annonce l'acquisition d'Allied Waste  pour 6,1 milliards de dollars. Les deux sociétés fusionnent en décembre de la même année.
En 2016, Republic Services annonce un chiffre d'affaires de 9,4 milliards de dollars pour 189,5 millions de dollars de profits. En août 2017, Republic Services fait l'acquisition de Recommunity Holdings II, la plus grande entreprise indépendante de recyclage des États-Unis (26 centres de recyclage dans 14 états).
En février 2022, Republic Services annonce l'acquisition de US Ecology pour 2,2 milliards de dollars.